# Lilltannsjön
Lilltannsjön är en sjö i Örnsköldsviks kommun i Ångermanland och ingår i Ångermanälvens huvudavrinningsområde. Sjön har en area på 0,967 kvadratkilometer och ligger 241,1 meter över havet. Sjön avvattnas av vattendraget Tannån.

## Delavrinningsområde
Lilltannsjön ingår i det delavrinningsområde (702024-159558) som SMHI kallar för Inloppet i Stortannsjön. Medelhöjden är 278 meter över havet och ytan är 14,14 kvadratkilometer. Det finns inga avrinningsområden uppströms utan avrinningsområdet är högsta punkten. Tannån som avvattnar avrinningsområdet har biflödesordning 3, vilket innebär att vattnet flödar genom totalt 3 vattendrag innan det når havet efter 31 kilometer. Avrinningsområdet består mestadels av skog (85 procent). Avrinningsområdet har 0,97 kvadratkilometer vattenytor vilket ger det en sjöprocent på 6,9 procent.